# احمد البلوشی
احمد البلوشی (عربی: أحمد عبدالله كمشاد البلوشي؛ زادهٔ ۱۱ آوریل ۱۹۸۱) بازیکن فوتبال اهل کویت بود.
از باشگاه‌هایی که در آن بازی کرده‌است می‌توان به باشگاه ورزشی القادسیه کویت و باشگاه فوتبال الیرموک کویت اشاره کرد.
وی همچنین در تیم ملی فوتبال کویت بازی کرده‌است.